# Alvord (Iowa)
Pour les articles homonymes, voir Alvord.
Alvord est une ville du comté de Lyon, situé dans le nord-ouest de l’État américain de l'Iowa. La population était de 187 en 2000.

## Géographie
Alvord est situé à 43° 20′ 32″ N, 96° 18′ 13″ O.
Selon le Bureau du recensement des États-Unis, la ville a une aire totale de 0,7 km², le tout sur terre.

## Démographie
Selon le recensement de 2000, il y avait 187 personnes, 75 ménages et 54 familles habitant à Alvord. La densité de population était de 264,4 habitants/km². La composition raciale était composée de 100 % de blancs.